# Kolcokłos
Kolcokłos (Acanthostachys) – rodzaj roślin z rodziny bromeliowatych (Bromeliaceae). Obejmuje dwa gatunki występujące w tropikach Ameryki Południowej. Są to epifity i rośliny naskalne. Ich kwiaty zapylają ptaki (kolibry i cukrzyk).

## Morfologia
PokrójRośliny rozetowe o skróconym pędzie tworzącym nieregularne rozgałęzienia.
LiścieNieliczne w rozetach. Sztywne, gruboszowate, prosto wzniesione lub rozpostarte. Blaszka wąska, osiąga 1 m długości i 1,2 cm szerokości. Brzeg liścia u A. strobilacea z delikatnymi kolcami, u A. pitcairnioides z silnymi, brązowymi kolcami.
KwiatyZebrane w siedzący kwiatostan u A. pitcairnioides lub osadzony na długiej, wyprostowanej lub wygiętej szypule u A. strobilacea. Poniżej kwiatostanu wyrastają dwie długie podsadki. Kwiatostan jest gęsty, jajowaty, osiąga od 3 do 7 cm długości i do 3,5 cm szerokości. Przysadki pomarańczowe do czerwonych, odgięte, całobrzegie do piłkowanych. Kwiaty są siedzące, o długości do 2,5 cm. Listki zewnętrznego okółka są wolne, żółte, trójkątne i zaostrzone, o długości 8–11 mm. Płatki wewnętrznego okółka są wolne, żółte lub białe z niebieskim końcem. Osiągają do 16 mm długości. Pręciki są schowane w okwiecie. Zalążnia jest kulistawa lub ścieśniona, wpół dolna, z dwoma zalążkami w każdej z trzech komór.
OwoceMięsiste jagody barwy białej do żółtej, skupione w owocostan.

## Systematyka
Pozycja według APweb (aktualizowany system APG IV z 2016)
Jeden z rodzajów z podrodziny Bromelioideae w obrębie rodziny bromeliowatych (Bromeliaceae) z rzędu wiechlinowców (Poales) należącego do jednoliściennych. W obrębie podrodziny wyróżnia się wpół dolnymi zalążniami (u innych rodzajów są dolne). Jest blisko spokrewniony z rodzajem skrytokwiat Cryptanthus, wraz z którym stanowi grupę siostrzaną tzw. Eu-Bromelioids. 
Wykaz gatunków
- Acanthostachys pitcairnioides (Mez) Rauh & Barthlott
- Acanthostachys strobilacea (Schult. & Schult.f.) Klotzsch – kolcokłos szyszkowaty[4]